# Bergvallmosläktet
Bergvallmosläktet (Meconopsis) är ett växtsläkte i familjen vallmoväxter med cirka 50 arter, varav en förekommer i västra Europa, medan de övriga återfinns i tempererade Asien.

## Bildgalleri

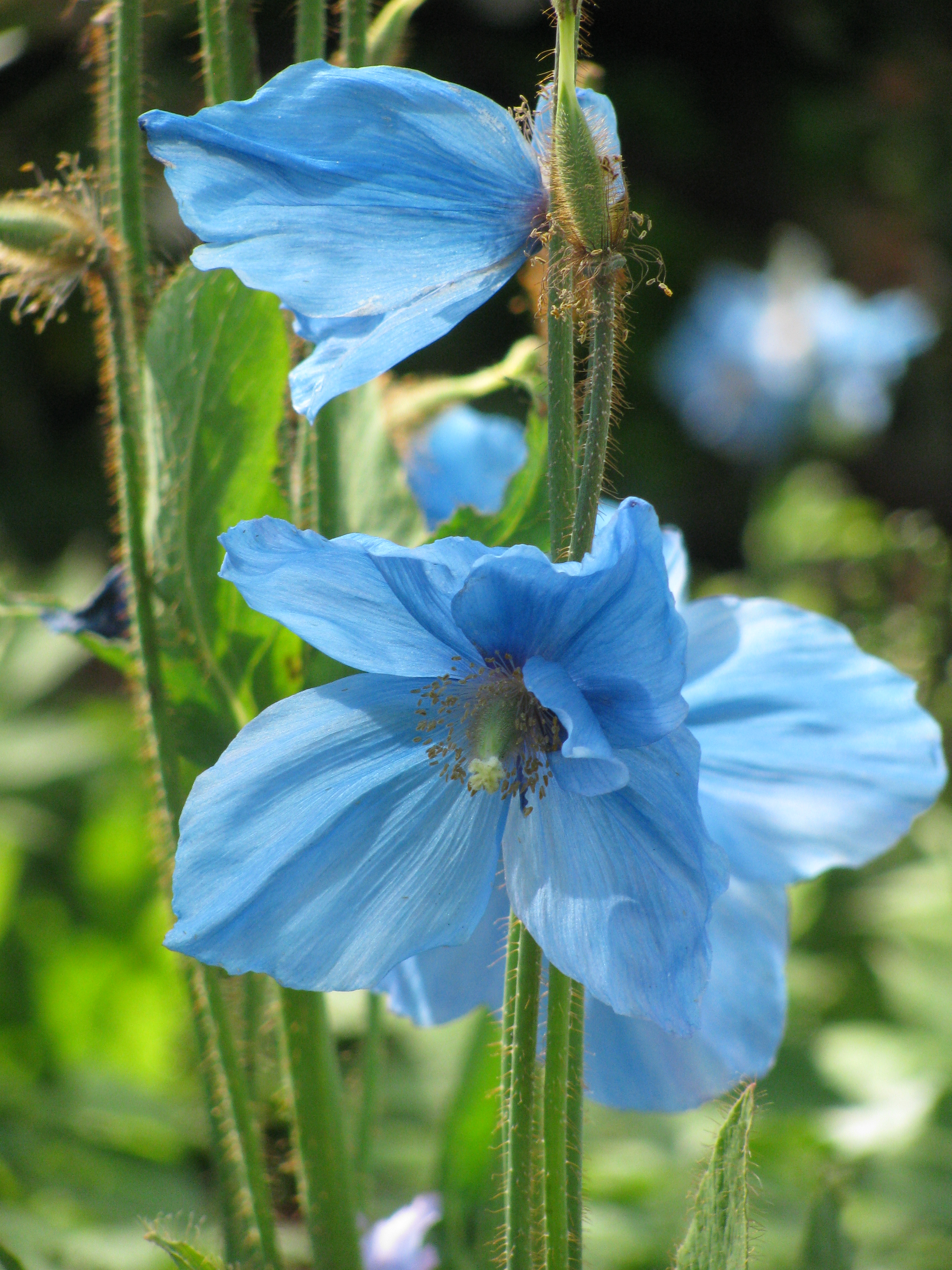
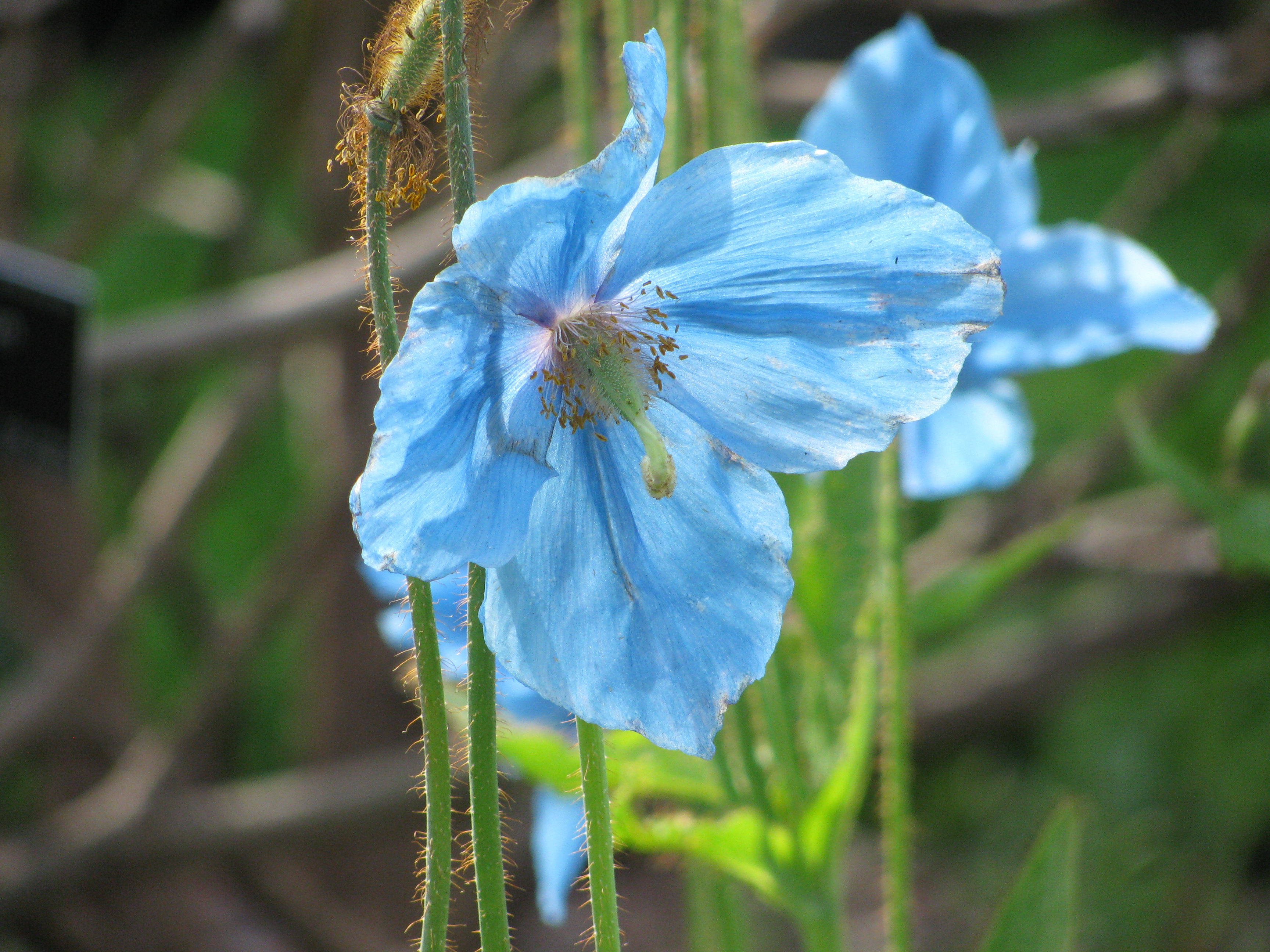
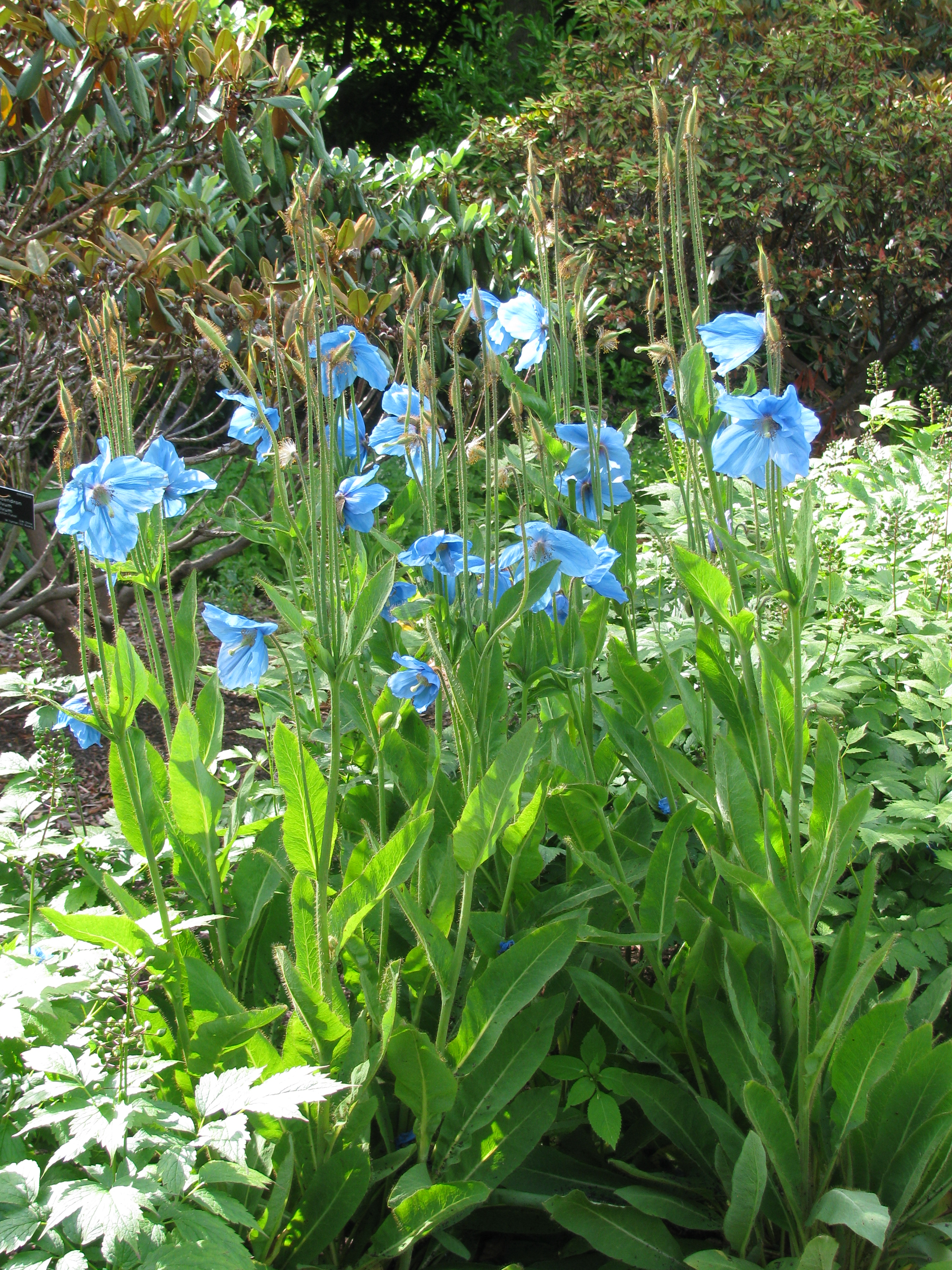
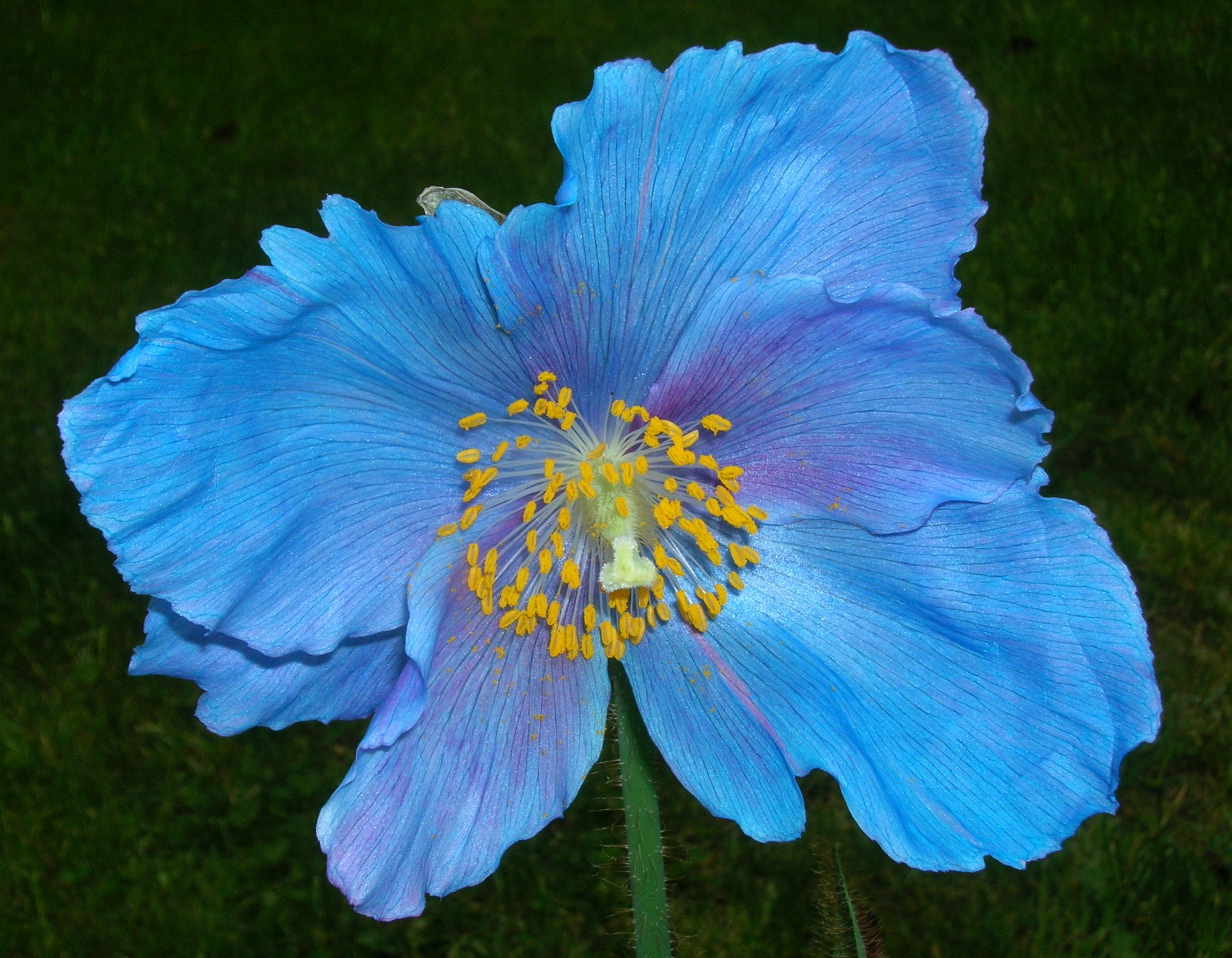
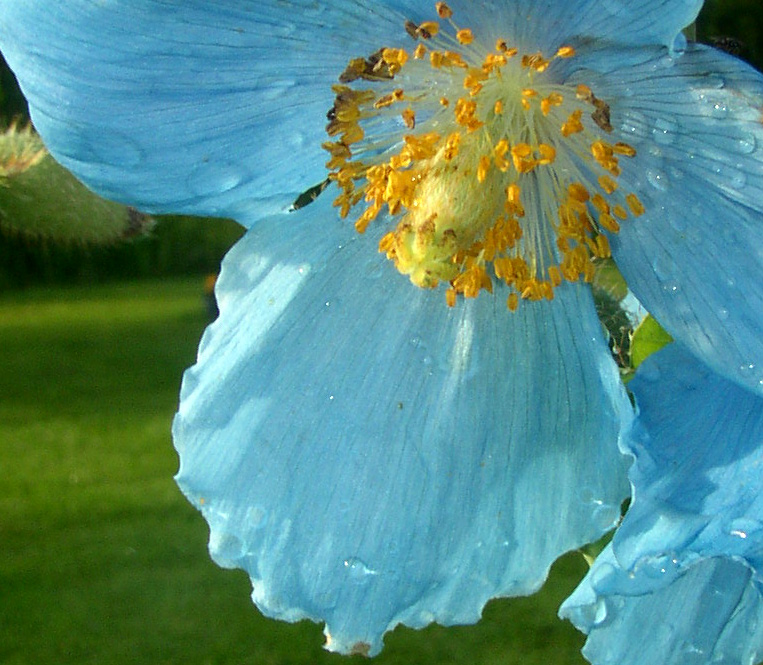
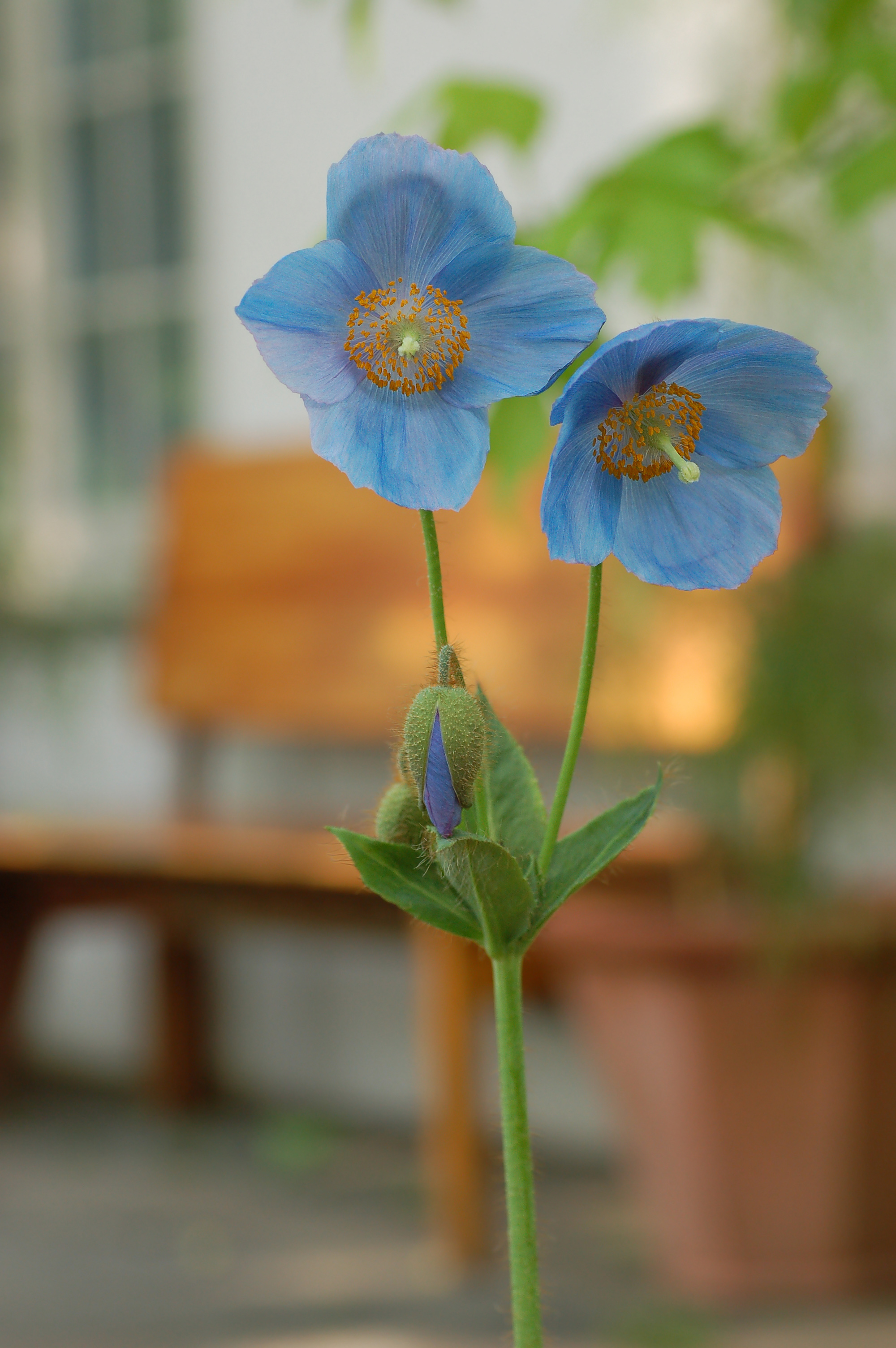

## Dottertaxa till Bergvallmosläktet, i alfabetisk ordning[2]
- Meconopsis aculeata
- Meconopsis argemonantha
- Meconopsis autumnalis
- Meconopsis balangensis
- Meconopsis barbiseta
- Meconopsis bella
- Meconopsis betonicifolia
- Meconopsis bhutanica
- Meconopsis bijiangensis
- Meconopsis biloba
- Meconopsis bulbilifera
- Meconopsis castanea
- Meconopsis chankheliensis
- Meconopsis chelidonifolia
- Meconopsis concinna
- Meconopsis delavayi
- Meconopsis dhwojii
- Meconopsis discigera
- Meconopsis exilis
- Meconopsis florindae
- Meconopsis forrestii
- Meconopsis ganeshensis
- Meconopsis georgei
- Meconopsis gracilipes
- Meconopsis grandis
- Meconopsis henrici
- Meconopsis heterandra
- Meconopsis horridula
- Meconopsis impedita
- Meconopsis integrifolia
- Meconopsis lamjungensis
- Meconopsis lancifolia
- Meconopsis latifolia
- Meconopsis lyrata
- Meconopsis manasluensis
- Meconopsis muscicola
- Meconopsis neglecta
- Meconopsis oliveriana
- Meconopsis paniculata
- Meconopsis pinnatifolia
- Meconopsis primulina
- Meconopsis pseudohorridula
- Meconopsis pseudointegrifolia
- Meconopsis pseudovenusta
- Meconopsis pulchella
- Meconopsis punicea
- Meconopsis quintuplinervia
- Meconopsis racemosa
- Meconopsis rebeccae
- Meconopsis regia
- Meconopsis robusta
- Meconopsis rudis
- Meconopsis sherriffii
- Meconopsis simikotensis
- Meconopsis simplicifolia
- Meconopsis sinomaculata
- Meconopsis sinuata
- Meconopsis smithiana
- Meconopsis speciosa
- Meconopsis staintonii
- Meconopsis superba
- Meconopsis taylorii
- Meconopsis tibetana
- Meconopsis torquata
- Meconopsis venusta
- Meconopsis villosa
- Meconopsis wilsonii
- Meconopsis violacea
- Meconopsis wumungensis
- Meconopsis xiangchengensis
- Meconopsis yaoshanensis
- Meconopsis zangnanensis